# Ղ

Ղとղ

筆記体

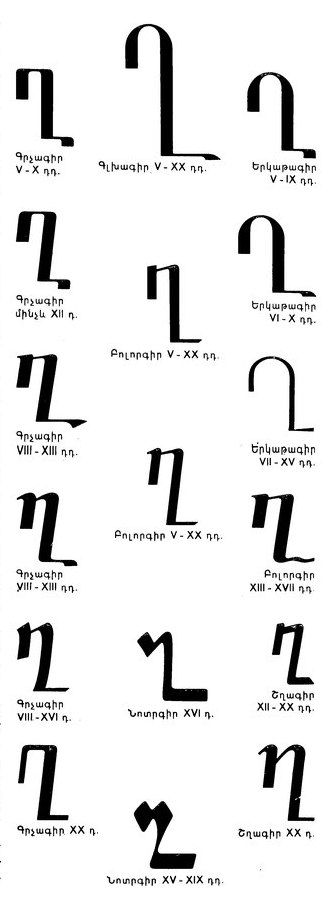
Ղとղの様々な書体

Ղ, ղ（アルメニア語: ղատ、発音は東アルメニア語でghat、西アルメニア語でghad）は、アルメニア文字の18番目の文字である。405年ごろにメスロプ・マシュトツによって作成されたと見られる。

## 使用
古典アルメニア語ではいわゆる「暗いL」と言われる軟口蓋化した歯茎側面接近音[ɫ]もしくは無声歯茎側面摩擦音[ɬ]を表す。現代の東アルメニア語・西アルメニア語では有声口蓋垂摩擦音[ʁ]または有声軟口蓋摩擦音[ɣ]を表す。ラテン文字化する時は「Ġ」または「Gh」と記す（古典アルメニア語の場合は「Ł」）。記数法では90を表す。
この文字はもともとギリシャ文字のλに当たるL音を表すものだったため、ラテン語、ギリシャ語、ヘブライ語などの借用語にあるL音はアルメニア語でこの文字で表すことが多い（Երուսաղեմ、Նեղոսなど）。

## 書体

## 符号位置
| 文字 | Unicode | JIS X 0213 | 文字参照        | 備考 |
| ---- | ------- | ---------- | --------------- | ---- |
| Ղ    | U+0542  | -          | &#x542; &#1346; |      |
| ղ    | U+0572  | -          | &#x572; &#1394; |      |